# Otto Skorzeny
Otto Skorzeny (Bécs, 1908. június 12. – Madrid, 1975. július 6.) osztrák katona, a Waffen-SS tisztje. A második világháború alatt több kommandós akciónál részt vett, többek között Benito Mussolini olasz vezető kiszabadításánál, valamint Horthy Miklós magyar kormányzó fiának elrablásánál is.

## Élete 1943-ig
Skorzeny (német kiejtése szkorcéni) lengyel gyökerű polgári tiszti családban nőtt fel. 1926-ban kezdte meg felsőoktatási tanulmányait a bécsi Műszaki Főiskola mérnöki karán. Ebből az időből származnak az arcán jól látható sebhelyek, amelyeket több diákvívópárbaj során szerzett, s amiért a szövetségesek később „sebhelyes arcúnak” nevezték el (németül: Narbengesicht, angolul: Scarface). 1931-ben végezte el a főiskolát, s rögtön munkanélkülivé vált. A nemzetiszocialista eszmék hatására 1932-ben belépett az osztrák NSDAP-be, valamint az SA-ba. 1938. március 12-én, amikor a birodalmi német csapatok átlépték az osztrák határt (Anschluss), az SA több embere az ő fellépésének köszönhetően nem bántalmazta Wilhelm Miklas osztrák elnököt. Honfitársa, Ernst Kaltenbrunner pártfogoltjaként 1940-ben belépett az SS-Leibstandarte Adolf Hitlerbe, miután kora miatt a Luftwaffénél nem találták szolgálatra alkalmasnak. Franciaországi, hollandiai és oroszországi bevetései után, epebetegség miatt áthelyezték Berlinbe, a Birodalmi Biztonsági Szolgálat VI. (külföldi hírszolgálat) részlegéhez. A katonai kórházból való elbocsátása után a Leibstandarte AH őrszolgálatos katonája lett Berlinben.
1943. április 20-án SS-Hauptsturmführerré léptették elő. Ez idő tájt szerepelt az SS terveiben, egy olyan titkos akciókra bevethető különleges egység felállítása, amely konkurálhat Wilhelm Canaris Brandenburg ezredével. Canarist, aki akkor az Abwehrt vezette, bizalmatlanság gyanújával az SS megfigyelés alá helyezte. Gyanakodtak ugyanis rá, hogy Hitler-ellenes, és tartottak attól, hogy kommandós egységét adott esetben a náci rezsim ellen veti be. Skorzenyt – aki továbbra is lelkesedett a titkos kommandósakciókért – rögtön felkérték a „Friedenthal” SS különleges egység létrehozására és kiképzésére. Hamarosan a kommandó további egységeket kapott, mint például egy Luftwaffe-egységet, amelynek tagjaira ejtőernyős bevetéseknél volt szükség.

## Benito Mussolini kiszabadítása

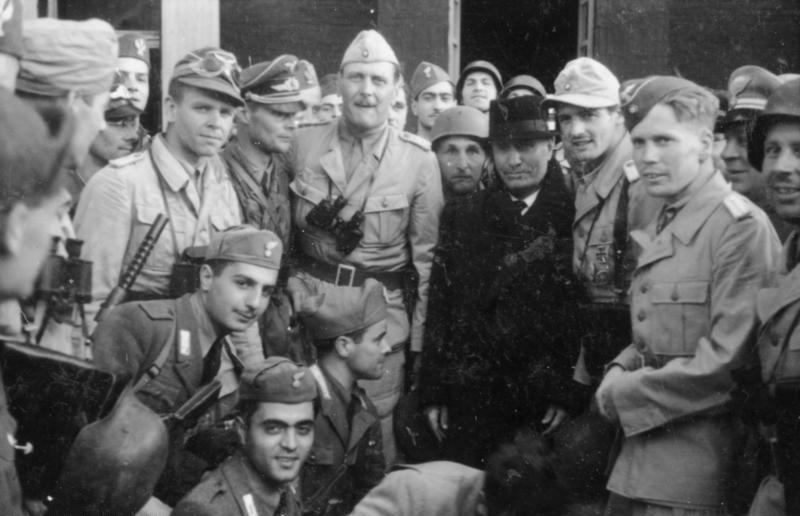
Skorzeny és katonái a kiszabadított Mussolinivel, a Gran Sassó-i szálloda előtt

Miután a szövetségesek partraszálltak Olaszországban, a Fasiszta Nagytanács több hibás háborús döntéséért felelősségre vonta Mussolinit, és a király parancsa értelmében letartóztatták. Hitler elrendelte az akciót, amelynek keretében Mussolinit sértetlenül ki kell szabadítani. Skorzeny Kurt Student altábornaggyal, és csapatával egész Olaszországban kereste Mussolinit, akit őrzői folyamatosan máshová szállítottak. Végül a németeknek sikerült kideríteniük, hogy az egykori diktátort Abruzzo tartományban, a Grand Sasso-hegyi Hotel Campo Imperatoréban tartják fogva.
1943. szeptember 12-én kezdetét vette a „Tölgyfa hadművelet” (Unternehmen Eiche); Harald Mors őrnagy 72 ejtőernyőse és a Skorzeny vezette kis 17 fős SS-kommandó vitorlázórepülőkkel landolt a szálloda melletti kis tisztáson, majd megrohamozták az épületet. A meglepett védők nem tanúsítottak túl nagy ellenállást, a sértetlenül kiszabadított Mussolinit egy Fieseler Storch repülőgépen elszállították. Az akció majdnem kudarcba fulladt, mert a testes SS-tiszt mindenképpen el akarta kísérni Mussolinit a kétszemélyes gépen (az ő Storchja a landolás során megsérült). A felszállási nehézségek ellenére a pilótának mégis sikerült őket biztonságban Pratica di Maréba vinni. Bár Skorzeny az akció közvetlen megtervezésében nem vett részt, és parancsnoki jogkörrel sem rendelkezett, a kiszabadítóakciót nagyra értékelték, előléptették SS-Sturmbannführerré (=őrnagy), és megkapta a Lovagkeresztet is.

## További hadműveletek

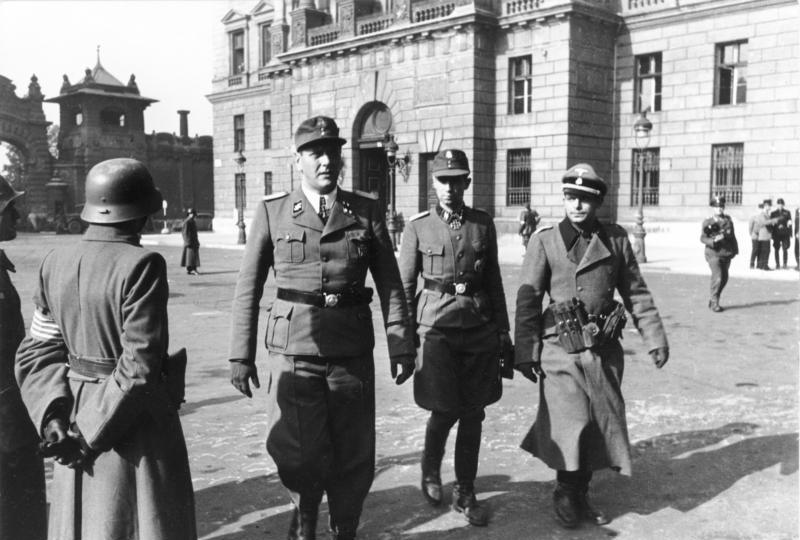
Otto Skorzeny Budapesten, a budai királyi várban a nyilas hatalomátvétel napjaiban

1944. május 25-én megkezdődött a „Lóugrás-hadművelet” (Operation Rösselsprung) Josip Broz Tito drvari főhadiszállása közelében. A németek földet érését viszont észrevették, ezért Titónak sikerült elmenekülnie, a kommandós egység pedig véres harcba keveredett. A németek mérlege 213 halott, 881 sebesült és 51 eltűnt volt. 1944. július 20-án Berlinben tartózkodott, és részt vett a Hitler ellen merényletet elkövető Claus Schenk von Stauffenberg elfogásában. Még ugyanebben az évben Magyarországra küldték, mert voltak bizonyos arra utaló jelek, hogy Magyarország kormányzója, Horthy Miklós kiugrásra készül, és különbékét köt a szövetségesekkel. Fogságba ejtette az éppen a békéről tárgyaló ifjabb Horthy Miklóst, a kormányzó egyetlen élő fiát. A „Vasököl hadművelet” (Operation Eisenfaust) keretében megrohamozta és elfoglalta a budai várat, Horthy német őrizetbe került. Mivel az akció sikerrel végződött, nem volt szükség Erich von dem Bach-Zelewski SS-tábornok alternatív tervére, aki kilátásba helyezte, hogy lövegeivel szétlöveti a budai várat.
1944 decemberében a németek egy utolsó elkeseredett támadást indítottak a nyugati fronton, hogy az előrenyomuló szövetségeseket visszavessék. Az ardenneki offenzíva részeként Skorzeny egy újabb kommandós egységet állított fel, amelynek tagjai amerikai egyenruhába öltözve beszivárogtak az ellenséges vonalak mögé, és mindent megtettek, hogy az amerikaiak életét megkeserítsék (Griffmadár hadművelet = Unternehmen Greif). Az a pletyka is elterjedt, hogy merényletet akarnak elkövetni az amerikaiak tábornoka, Dwight D. Eisenhower ellen, ezért az amerikaiak fokozott biztonsági intézkedéseket vezettek be, és Skorzeny megkapta az „Európa legveszélyesebb embere” nevet. 1945 januárjában áthelyezték az Odera melletti Schwedtbe, a keleti frontra. 1945. május 15-én Stájerországban feladta magát a szövetségeseknek, akik mint háborús bűnöst bíróság elé állították.

## Élete a háború után

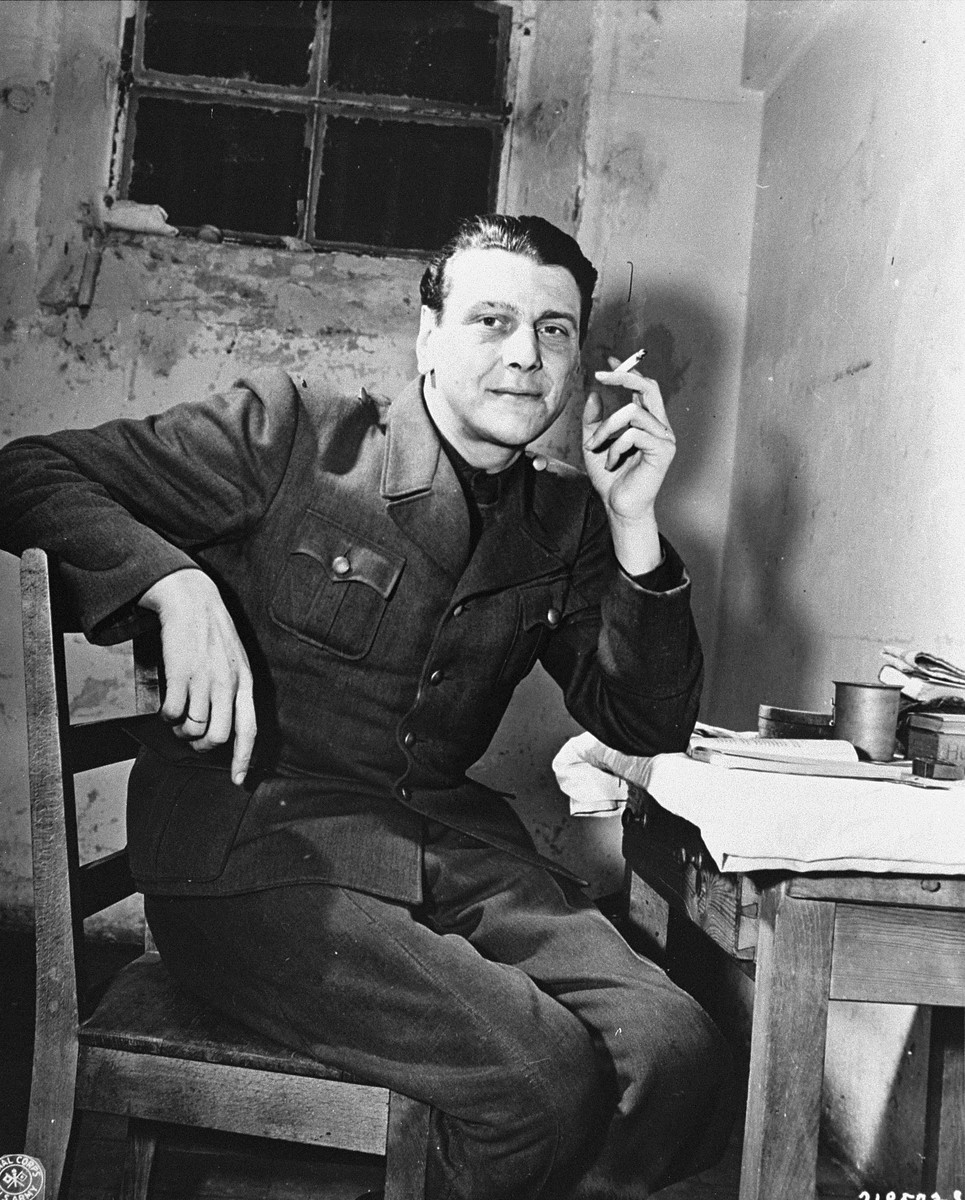
A nürnbergi per tanújaként, a szövetségesek börtönében, 1945. november 24.

A szövetségesek elsősorban a Greif hadműveletben játszott szerepe miatt vonták felelősségre, ahol katonái amerikai egyenruhába öltözve felrúgták a nemzetközi katonai egyezményt. Mégis sikerült tisztáznia magát, mert egy brit tiszt eskü alatt vallotta, hogy egy akció során szövetséges katonák német egyenruhában harcoltak. Skorzeny 1948. július 27-ig a darmstadti börtönben ült, amíg meg nem szökött onnan, így megúszta a további büntetést.
Előbb Párizsba, majd Spanyolországba, végül 1949-ben Argentínába szökött, ahol állítólag részt vett az egykori SS-tagokat segítő, titokzatos ODESSA szervezetben, és segítette bajtársai Európából való megszöktetését. Az 1950-es években ismét a francoista Spanyolországban bujkált. Ezalatt az idő alatt Francisco Franco tábornok, spanyol diktátor védelme alatt állt, és nem kellett senkitől tartania, továbbra is ápolhatta kapcsolatait régi nemzetiszocialista bajtársaival. Később megírta visszaemlékezéseit Lebe Gefährlich! (Élj veszélyesen!) címmel, és több interjút adott a második világháború alatt tett cselekedeteivel kapcsolatban. 1953-tól az argentin miniszterelnök, Juan Perón (állítólag felesége, Evita Perón szeretője is volt) és az egyiptomi államfő, Nasszer tanácsadójaként dolgozott, és különböző üzletei révén milliomossá vált. 1960-ban megalapította neonáci szervezetét, a CEDADE-t (Círculo Español de Amigos de Europa).
Gerincében két daganatot is találtak, amelyeket ugyan Németországban eltávolítottak, de életét már nem lehetett megmenteni, 1975. július 6-án Madridban halt meg. Hamvait később a Döblingi temetőbe vitték. Bécsi temetésén régi bajtársai náci karlendítéssel vettek tőle végső búcsút.

## Magyarul megjelent művei
- Az ismeretlen háború; Skorzeny Ottó jegyz. alapján összeáll. Kont Imre; Hungarista Tájékoztató Szolgálat, Merredin, 1992
- Kommandós vállalkozásaim. Mussolini kiszabadítójának és a budai Várhegy elfoglalójának emlékirata; ford. Barabás Miklós; Fotogold, Budapest, 1998